# میسور
میسور (انگلیسی:Mysore کانارا: ಮೈಸೂರು) دومین شهر بزرگ ایالت کارناتاکا در کشور هندوستان پس از بنگلور و شاید زیباترین شهر این ایالت باشد که در فاصله ۱۴۰ کیلومتری جنوب غربی بنگلور، مرکز این ایالت و در ارتفاع ۷۶۳ متری از سطح دریا واقع شده‌است. این شهر مساحتی معادل ۱۲۸ کیلومتر مربع و جمعیتی بالغ بر یک میلیون نفر (در سال ۲۰۱۴) دارد.
زیبائی میسور به خاطر طبیعت سرسبز آن می‌باشد که به همین خاطر مناظر و مناطق دیدنی زیادی را در خود جای داده‌است. دمای هوا در میسور به ندرت تغییرات قابل ملاحظه‌ای دارد و در بیشتر ماه‌های سال مشابه هوای بهار در ایران را دارا ست. به‌طور دقیق تر ماه‌های «ژوئن» تا «نوامبر» هوا بیشتر بارانی و ابری، «دسامبر» تا «فوریه» کمی سرد و «مارس» تا «ژوئن» نیمه گرم می‌باشد به‌طوری‌که در فصل گرما دمای هوا بین ۲۵– تا ۳۰ درجه در نوسان است.
مردم میسور مردمی میهماندوست و آرام هستند که تقریباً بین ۶۰ تا ۶۵٪ آنان را هندوها، ۲۰ تا ۳۰٪ آنان را مسلمانان و حدود ۱۰٪ آنان را مسیحیان تشکیل می‌دهند. مردم به زبان محلی کانارا تکلم می‌کنند ولی اکثر آنان زبان زبان انگلیسی و هندی را نیز می‌دانند.

## مراکز دیدنی
میسور دارای مناطق دیدنی زیادی است که عموماً جنبه تاریخی و طبیعی دارد و به همین خاطر در کتب محلی آن را شهر «باغها و قصرها» می‌نامند. این شهر یکی از مراکز مهم توریستی ایالت کارناتاکا به حساب می‌آید و در ایام جشن‌های داسارا از مراکز مهم گردشگری هند است
از جمله معروفترین نقاط دیدنی میسور به این موارد می‌توان اشاره کرد:
- قصر مهارجه یا Ambavilas Palace که بسیار مجلل و زیباست و بنای آن به حدود دویست سال پیش برمی‌گردد.
- برینداوان گاردن که باغ بسیار زیبا و وسیعی است که با فاصله نوزده کیلومتری شهر میسور که بر روی سد میسور به نام «ک – آر – اس» و کنار رودخانه معروف آن به نام کاوری ساخته شده‌است.
- چاموندی هیل که در سیزده کیلومتری میسور و در ارتفاع ۱۱۵۰ متری است و معبد بزرگ هندوهاست که بام میسور به‌شمار می‌رود.
- باغ وحش میسور افتتاح شده در سال ۱۸۹۲
- کلیسای سنت فیلومناس
- قصر لالیتال محل
- بیردسینجری و پناهگاه پرندگان مهاجر
- مقبره تیپوسلطان
- موزه تاریخ طبیعی (Regional Museum of Natural History)، موزه فولکلور (Folk Lore Museum)، موزه راه‌آهن (Railway Museum) و مؤسسه پژوهشهای آسیایی(Oriental Research Institute)

همچنین این شهر به عنوان مرکزی برای آموزش یوگا به جلب گردشگران خارجی می‌پردازد. و

## مراکز آموزش عالی
۱- رشته‌های غیر پزشکی:
مهمترین مرکز تحصیلی در میسور دانشگاه میسور است این دانشگاه که در سال ۱۹۱۶ میلادی تأسیس شده، جزء دانشگاه‌های پنج ستاره هند است. این دانشگاه تقریباً در تمامی رشته‌ها در مقاطع کارشناسی ارشد و دکتری دانشجو می‌پذیرد و دوره‌های کارشناسی آن در کالجهای وابسته به دانشگاه برگزار می‌گردد.
علاوه بر مرکز اصلی دانشگاه، کالجهای وابسته به دانشگاه در مقطع لیسانس نیز در بسیاری از رشته‌ها از جمله کامپیوتر، مدیریت، بیوتکنولوژی، بازرگانی، تغذیه و کنترل بهداشتی مواد غذائی، حقوق، علوم اجتماعی و سایر رشته‌های مطرح دانشجو می‌پذیرند.
علاوه بر آن میسور دارای چندین مرکز تحقیقاتی مهم از جمله «سی–اف–تی–آر–آی» (مرکز تحقیقات تکنولوژی غذائی هند) – مرکز تحقیقات ابریشم و مرکز تحقیقات گفتار درمانی و شنوائی سنجی نیز می‌باشد که این مراکز نیز عمدتاً در مقاطع دکتری دانشجو می‌پذیرند.
۲ - رشته‌های پزشکی:
در بخش تحصیل در رشته‌های پزشکی نیز کالجهای شهر میسور به‌طور کلی زیر نظر دانشگاه مادر و معتبر دانشگاه راجیو گاندی «Rajive Gandhi university of Health sciences» اداره می‌شوند.
در شهر میسور سه کالج وابسته به این دانشگاه به این شرح فعالیت دارند:
- کالج «ج – اس – اس» که در رشته‌های پزشکی، دندانپزشکی، دارو سازی، پرستاری، بینائی سنجی و شنوائی سنجی در حال تربیت دانشجو هستند.
- کالج «فاروقیه»: که در رشته‌های داروسازی و دندانپزشکی فعالیت دارد. شهریه دوره داروسازی در این کالج بین دو ونیم تا سه لک (هر لک برابر یکصد هزار روپیه‌است) برای یک دوره چهار ساله‌است که یکدوره نزدیک به یکساله نیز در یکی از دانشگاه‌های ایران طی می‌شود و نهایتاً دانشجو موفق به کسب رتبه دکتری حرفه‌ای می‌گردد. گفتنی است راه‌اندازی دوره کارشناسی ارشد در آینده‌ای نزدیک در دستور کار این کالج قرار دارد.
- کالج "شاراداویلاساً که در رشته داروسازی فعالیت می‌کند.

۳ – رشته‌های مهندسی:
در بخش تحصیل در مقاطع کارشناسی میسور دارای کالجهای معتبری همچون: SJCE , NIE , JSS , Maharaga می‌باشد که تقریباً اکثر رشته‌های مهندسی و همچنین کارشناسی علوم را شامل می‌شوند. رشته‌های «مهندسی عمران، کامپیوتر، مکانیک، بیوتکنولوژی، الکترونیک و کارشناسی علوم در رشته‌های کامپیوتر، بیوتکنولوژی و مدیریت» از جمله رشته‌های تحصیلی در این کالجها می‌باشند.